# Julian Rachlin
Julian Rachlin (Vilnius, 8 december 1974) is een Litouws violist. Sinds 2000 speelt hij ook altviool. Rachlin emigreerde op zijn vierde levensjaar met zijn ouders naar Oostenrijk.
Rachlin speelde onder andere met de Wiener Philharmoniker, de New York Philharmonic en het Philharmonisch orkest van St. Petersburg. Rachlin werkte met dirigenten als Bernard Haitink, Mariss Jansons, Lorin Maazel, Riccardo Muti en Yehudi Menuhin. Hij won onder meer de Accademia Musicale Chigiana-Prijs. Rachlin heeft een eigen kamermuziekfestival in Dubrovnik, Julian Rachlin and Friends.
- Bibliothèque nationale de France: cb13974295m (data)
- Gemeinsame Normdatei: 134788737
- International Standard Name Identifier: 0000 0001 0969 5281
- Library of Congress Control Number: no95019671
- Nationale Bibliotheek van Letland: 000314581
- MusicBrainz: 31d86f8d-f2e6-42e0-ae83-f4317e9af497
- Nationale Bibliotheek van Tsjechië: xx0239028
- Nationale Bibliotheek van Israël: 987007282503205171
- Nationale Bibliotheek van Polen: a0000003270665
- Nederlandse Thesaurus van Auteursnamen: 107900149
- Système universitaire de documentation: 18229109X
- Virtual International Authority File: 49416037
- WorldCat: E39PBJwxPHycgVH33rkFxgpXVC